# Roberto Peña Guerrero
Roberto Peña Guerrero es un académico e investigador mexicano. Se encuentra adscrito al Centro de Relaciones Internacionales de la Facultad de Ciencias Políticas y Sociales de la Universidad Nacional Autónoma de México.

## Biografía
Tiene estudios de Licenciatura en Relaciones Internacionales y Maestría en Ciencia Política en la Facultad de Ciencias Políticas y Sociales de la Universidad Nacional Autónoma de México. Fungió como coordinador del Centro de Relaciones Internacionales por el periodo 2000-2005. Fue Coordinador del Centro de Estudios Europeos de la FCPyS de la UNAM de 2005 a 2008 y Secretario General de la FCPyS de 2008 a 2012.